# U549 (潜水艦)
U-549は第二次世界大戦中に建造されたドイツ海軍のIXC/40型潜水艦の1隻である。1942年にドイチェ・ヴェルフト社（Deutsche Werft AG）によりハンブルクの造船所で建造された。

## 艦歴
1943年4月28日に進水、1943年7月14日にデトレフ・クランケンハーゲンの指揮下で就役した。シュチェチンの第4潜水隊群にて訓練を行った後、1944年1月1日に第10潜水隊群に編入され前線に投入された。
1944年1月11日にキールを出港し、アイスランドとフェロー諸島の間を経由して大西洋を哨戒したが成果はなかった。76日間航行し、3月26日に占領下にあるフランスのロリアンに到着した。
1944年5月14日にロリアンを出港し、カナリア諸島の北西の海域を航行した。1944年5月29日20時13分、U-549は対潜哨戒をすり抜け護衛空母ブロック・アイランドに向けて魚雷を3発発射した。そのうち2本が命中し、ブロック・アイランドを沈没に追いやった。さらに20時40分にはT-5音響魚雷の一斉射撃を行い護衛駆逐艦バーに大損害を与えたが、ユージーン・E・エルモアは撃ち漏らした。その後ユージーン・E・エルモアおよびアーレンスによる爆雷攻撃を受け、U-549は撃沈された。乗員全57名が戦死。

## 戦果一覧
| 日付          | 艦名                 | 国籍         | トン数 | 結果 |
| ------------- | -------------------- | ------------ | ------ | ---- |
| 1944年5月29日 | バー                 | アメリカ海軍 | 1,300  | 損傷 |
| 1944年5月29日 | ブロック・アイランド | アメリカ海軍 | 9,393  | 沈没 |